# 蕭紅
蕭紅（しょう こう）は中華民国の女性作家。本名は張廼瑩（ちょうだいえい）。
日中戦争が最も激しかった時代に生まれ、彼女はわずか31年の短い伝奇的な生涯において、自立を求めて父と闘い、中国の最も北にある故郷を去り、愛する男性と北はハルピンから南は香港までを放浪し、まさに『放浪記』のような人生を過ごした。戦争に巻き込まれた貧しい者達の悲劇を、貧しい者たちへの同情と愛情を以って描き出している。現在、蕭紅の研究はますます盛んになっており、現代中国作家として最も著名で代表的な存在となっている。

## 生涯
黒龍江省の地主の家に生まれる。16歳で父親の反対を押し切り哈爾濱に遊学、ここで反日デモに参加している。その後父親によって婚約するも相手がアヘン中毒者であったことから北平に逃れるも、匿っていた従兄弟の家が父親の経済的圧迫を受け連れ戻されて軟禁。満州事変の最中に再度哈爾濱に逃れ、ここで恋人となる蕭軍と邂逅することになる。
1933年頃から蕭軍の奨めで創作活動を開始し10月に蕭軍との共著で『跋渉』を発表、しかし反日的な姿勢から日本軍や満洲国からの取り締まりを受けることとなり1934年に青島へ逃亡。更に上海へと移り魯迅の知遇を得、奴隷社同人として『生死場』を著す。1936年には日本を訪れ『孤独な生活』『牛車の上』を発表するが、警察当局の取り調べを受けたり日華関係の悪化から翌年に秩父丸で帰国。日中戦争開戦後は中国に逃亡した鹿地亘らを伴い漢口へ移るが、国民党当局の取り締まりから山西省臨汾を経て西安へと移動。ここで西安事件に遭遇し、蕭軍との同棲関係に終止符を打つ。
蕭軍との離別後は武漢を経て重慶に赴き長谷川テルらと同居しつつ作家の端木蕻良と内縁関係になり、一児をもうけるが間もなく死亡。重慶爆撃の激化から1940年に端木蕻良ともども香港へと避難するが、ここで体調を崩して入院。1941年に日本軍が香港を占領すると香港各地を移りながら療養するが、翌1942年にフランス系病院が仮設の療養施設としていた女学校で生涯を閉じた。

## 主な作品
- 『跋渉』
- 『手』
- 『馬房の夜』
- 『蓮花池』
- 『呼蘭河伝』

## 蕭紅を題材とした作品

### 映画
- 『蕭紅』（2013年）霍建起監督
- 『黄金時代』（2014年）アン・ホイ監督